# Salmon (persoon)

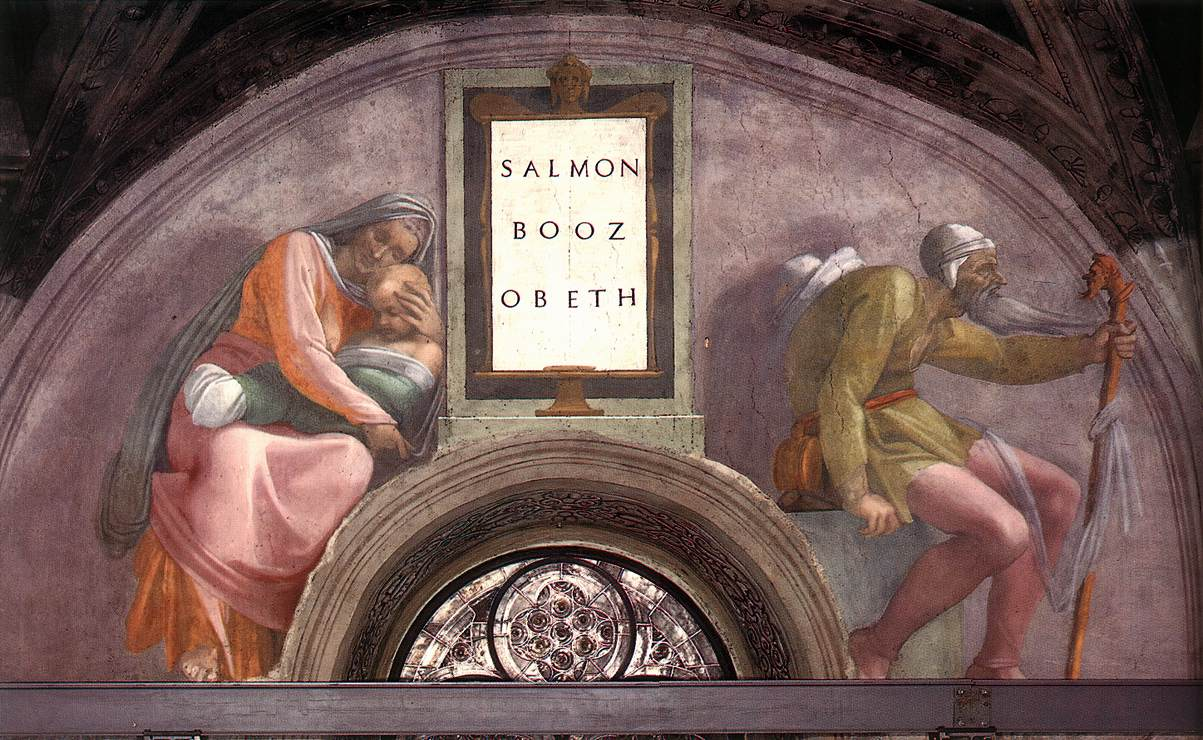
Salmon op een fresco van Michelangelo in de Sixtijnse Kapel.

Salmon, of Salma is een persoon uit de Bijbel. 
Salmon was de zoon van Nahesson, een overste van de stam Juda en werd vermoedelijk geboren tijdens de veertigjarige tocht door de wildernis. Hij trouwde met Rachab uit Jericho en werd de vader van Boaz. Salmon is een voorouder van David en Jezus Christus.